# دانشنامه سیستم‌های پشتیبانی از زندگی
دانشنامه سیستم‌های پشتیبانی از زندگی، دانشنامه ای در مورد علم و توسعه پایدار و حفاظت از سیستم‌های پشتیبانی از زندگی در زمین است. این انتشار گسترده تحت حمایت یونسکو منتشر شده‌است.

## بررسی اجمالی
در سال ۱۹۹۶، دانشمندان، مهندسین و سیاست گذاران بین‌المللی توسط یونسکو به واشینگتن، توکیو، مسکو، مکزیکو سیتی، پکن و باهاما دعوت شدند تا فهرستی دقیق از مطالب سیستم‌های پشتیبانی از زندگی تهیه کنند و به یک اجماع جهانی و پذیرش ساختار آن بپردازند. سیستم پشتیبانی از زندگی به معنای یک سیستم ساخته شده طبیعی یا انسانی است که زندگی زیست کره را به روشی پایدار دنبال می‌کند. دانش در ۲۱ حوزه موضوعی ساختار یافته‌است: علوم زمین و جو. علوم ریاضی؛ علوم زیستی، فیزیولوژیکی و علوم بهداشتی؛ زیست‌فناوری؛ کاربری زمین،  پوشش زمین و علوم خاک؛ زیست‌شناسی و مدیریت حفاظت از مناطق گرمسیری؛ علوم اجتماعی و علوم انسانی؛ علوم فیزیکی، مهندسی و منابع فناوری؛ سیستم‌های کنترل، رباتیک و خودکارسازی؛ منابع مهندسی و فناوری علوم شیمیایی؛ منابع آب، مهندسی و منابع فناوری؛ علوم انرژی، مهندسی و منابع فناوری و زیست‌محیطی، مهندسی و منابع فناوری؛ منابع غذایی و علوم کشاورزی، منابع مهندسی و فناوری؛ سیاست، توسعه و مدیریت منابع انسانی؛ سیاست و مدیریت منابع طبیعی؛ توسعه و علوم اقتصادی؛ منابع نهادی و زیربنایی؛ منابع فناوری، اطلاعات و مدیریت سیستم؛ مطالعات منطقه ای (آفریقا، برزیل، کانادا و ایالات متحده، چین، اروپا، ژاپن، روسیه). نمک‌زدایی و منابع آب.
روشی که این دانشنامه تدوین می‌شود می‌تواند به عنوان جمعیتی تعریف شود که هزاران نفر از روشنفکران از سراسر جهان و نهادهای مختلف دانشگاهی در آن مشارکت می‌کنند. این دانشنامه متکی به معیارهای دقیق بررسی همسالان است و دبیرخانه یونسکو است. دانشگاه آکسفورد نیز دارای یک نشر است که در انتشار مطالب مختلفی از جمله کتاب، کتاب الکترونیکیتخصص دارد.
وبگاه سیستم‌های پشتیبانی از زندگی بیشترین بازدید را از ایالات متحده و هند دریافت می‌کند. اگر فرض شود که هر ضربه از یک کاربر منحصر به فرد سرچشمه می‌گیرد، ایالات متحده حدود ۲۸٪ و هند حدود ۱۰٪ از کاربران این وبگاه را دارند. بعد از اینکه ایالات متحده و هند را در نظر گرفتیم، تعداد بازدیدها به طرز چشمگیری کاهش می‌یابد، در حالی که کشورهایی مانند استرالیا، کانادا و انگلستان تقریباً در حدود ۵٪ از کل بازدیدها نقش دارند. این نشان می‌دهد که افراد آشنا به زبان انگلیسی احساس راحتی بیشتری در استفاده از این پروژه برای اهداف و تحقیقات علمی یا جستجوی دانش خود دارند نسبت به کاربرانی از کشورهای اتحادیه اروپا که انگلیسی به عنوان زبان مادری صحبت نمی‌کنند، در کل حدود ۸ درصد است.

## کتابشناسی (انتخاب)
۱ علوم زمین و جوی
- ساختار و عملکرد محیطی: سیستم آب و هوا، دوره ۱[۳]
- بلایای طبیعی، دوره ۱[۴]
- بلایای طبیعی، دوره ۲[۵]
- جغرافیا، دوره ۱[۶]

۲ علوم ریاضی
- تاریخ ریاضیات[۷]

۳ علوم زیستی، فیزیولوژیکی و علوم بهداشتی
- چشم‌اندازهای جهانی در بهداشت، دوره ۱[۸]
- آب و سلامتی، دوره ۲[۹]
- روانشناسی، دوره ۱[۱۰]
- علوم پزشکی و بهداشت، دوره ۱[۱۱]

۴ زیست‌فناوری
- زیست‌فناوری، دوره ۱[۱۲]
- زیست‌فناوری، دوره ۲[۱۳]

۵ زیست‌شناسی و مدیریت حفاظت از گرمسیری
- زیست‌شناسی و مدیریت حفاظت از گرمسیری، دوره ۱[۱۴]
- زیست‌شناسی و مدیریت حفاظت از گرمسیری، دوره ۲[۱۵]

۶ علوم اجتماعی و علوم انسانی
- صلح، ادبیات و هنر، جلد ۱[۱۶]
- صلح، ادبیات و هنر، جلد ۲[۱۷]
- مطالعات صلح، سیاست‌های عمومی و امنیت جهانی، دوره ۱[۱۸]
- امنیت جهانی و اقتصاد سیاسی بین‌المللی، دوره ۱[۱۹]
- فرهنگ، تمدن و جامعه بشری، دوره ۱[۲۰]
- ادبیات و هنرهای زیبا[۲۱]
- فلسفه و مشکلات جهان، دوره ۱[۲۲]
- فلسفه و مشکلات جهان، دوره ۲[۲۳]
- اقتصاد اساسی، دوره ۱[۲۴]
- اقتصاد اساسی، دوره ۲[۲۵]
- دولت و سیاست، دوره ۱[۲۶]
- دولت و سیاست، جلد ۲[۲۷]
- تاریخ و فلسفه علم و فناوری، دوره ۱[۲۸]
- تاریخ و فلسفه علم و فناوری، دوره ۲[۲۹]
- دین، فرهنگ و توسعه پایدار، دوره ۱[۳۰]
- تاریخچه سیستم جهانی[۳۱]
- تمدنهای جهان و تاریخ توسعه انسانی[۳۲]
- گزینه‌های غیر خشونت‌آمیز برای تحولات اجتماعی[۳۳]
- جمعیت، جلد ۱[۳۴]
- جمعیت‌شناسی، جلد ۲[۳۵]

۷ منابع فیزیکی، مهندسی و منابع فناوری
- توسعه فیزیک[۳۶]
- اصول فیزیک، دوره ۱[۳۷]
- اصول فیزیک، دوره ۲[۳۸]
- اصول فیزیک، دوره ۳[۳۹]
- مهندسی فنی، انرژی، سیستم‌ها و توسعه پایدار، دوره ۱[۴۰]
- مهندسی فنی، انرژی، سیستم‌ها و توسعه پایدار، دوره ۲[۴۱]
- مهندسی پزشکی[۴۲]

۸ سیستم‌های کنترل، رباتیک و خودکارسازی
- دوره ۲۱: عناصر خودکارسازی و کنترل[۴۳]
- دوره ۲۲: رباتیک[۴۴]

۹ علوم شیمیایی، مهندسی و منابع فناوری
- اصول شیمی، دوره ۱[۴۵]
- اصول شیمی، دوره ۲[۴۶]
- شیمی محیطی و زیست‌محیطی، دوره ۱[۴۷]
- شیمی زیست‌محیطی و زیست‌محیطی، دوره ۲[۴۸]
- شیمی محیطی و زیست‌محیطی، دوره ۳[۴۹]
- بوم‌شناسی شیمیایی[۵۰]

۱۰ منابع آب، مهندسی و فناوری
- آبهای زیرزمینی، دوره ۱[۵۱]
- بازیافت، استفاده مجدد و بازیافت فاضلاب[۵۲]
- مدیریت منابع آب، دوره ۱[۵۳]
- جنبه‌های زیست‌محیطی و بهداشتی تصفیه و تأمین آب[۵۴]
- آموزش، آموزش و انتقال فناوری مرتبط با آب[۵۵]
- تعامل آب با انرژی، محیط زیست و غذا و کشاورزی، دوره ۱[۵۶]

۱۱ جمع‌بندی نمک زدایی و منابع آب
- تاریخ، توسعه و مدیریت منابع آب، دوره ۱[۵۷]
- تاریخ، توسعه و مدیریت منابع آب، دوره ۲[۵۸]
- جنبه‌های جسمی، شیمیایی و آبشناسی[۵۹]
- سیستم‌های انرژی تجدید پذیر و آب شیرین کن، دوره ۱[۶۰]
- وبگاه آب شیرین کن و کارهای عمرانی[۶۱]
- بهداشت آب، دوره ۱[۶۲]
- جنبه‌های زیست‌محیطی و بهداشتی تصفیه و تأمین آب[۶۳]

۱۲ علوم انرژی، مهندسی و منابع فناوری
- زغال سنگ، روغن، شیل، قیر طبیعی، روغن سنگین و زغال سنگ نارس، دوره ۱[۶۴]
- مواد و راکتورهای انرژی هسته ای، دوره ۱[۶۵]
- سیستم تبدیل انرژی خورشیدی و سیستم عکاسی، جلد ۱[۶۶]
- منابع انرژی تجدید پذیر با انرژی از خورشید و ناشی از تعامل زمین و ماه، دوره ۱[۶۷]
- نیروگاه‌های حرارتی، دوره ۱[۶۸]
- سیاست انرژی[۶۹]

۱۳ علوم زیست‌محیطی و محیط زیست، منابع مهندسی و فناوری
- زباله‌های خطرناک[۱]
- مدیریت و بهینه‌سازی زباله‌ها[۲]
- سیستم‌های محیطی، دوره ۱[۳]
- بوم‌شناسی، جلد ۱[۴]
- بوم‌شناسی، جلد ۲[۵]
- قوانین زیست‌محیطی و اجرای آنها، دوره ۱[۶]

۱۴ منابع غذایی و علوم کشاورزی، منابع مهندسی و فناوری
- تعامل: غذا و کشاورزی و محیط زیست، دوره 1[۷]
- نقش مواد غذایی، کشاورزی، جنگلداری و شیلات در تغذیه انسان، دوره ۱[۸]
- شیلات و آبزی پروری، دوره ۱[۹]
- کیفیت و استانداردهای مواد غذایی، دوره ۱[۱۰]
- مهندسی غذا، دوره ۱[۱۱]
- بهره‌وری حیوانات و گیاهان[۱۳]
- سیاست عمومی در غذا و کشاورزی[۱۵]
- تأثیرات کشاورزی بر سلامت و تغذیه انسان، دوره ۱[۱۶]
- علوم کشاورزی، دوره ۱[۱۷]
- علوم و منابع دامنه و حیوانات، دوره ۱[۱۸]

۱۵ سیاستگذاری منابع انسانی، توسعه و مدیریت
- منابع انسانی و توسعه آنها، دوره ۱[۱۹]
- منابع انسانی و توسعه آنها، دوره ۲[۲۰]
- توسعه اجتماعی و فرهنگی منابع انسانی[۲۱]
- کیفیت منابع انسانی: آموزش، دوره ۱[۲۲]
- کیفیت منابع انسانی: آموزش، دوره ۲[۲۳]
- کیفیت منابع انسانی: آموزش، دوره ۳[۲۴]
- آموزش محیط زیست و آگاهی، دوره ۱[۲۵]
- آموزش محیط زیست و آگاهی، دوره ۲[۲۶]

۱۶ سیاست و مدیریت منابع طبیعی
- سیستم زمین: تاریخ و تنوع طبیعی، دوره ۱[۲۷]
- سیستم زمین: تاریخ و تنوع طبیعی، دوره ۲[۲۸]
- سیستم زمین: تاریخ و تنوع طبیعی، دوره ۳[۲۹]
- تغییرات آب و هوا، سیستم‌ها و سیاست‌های انسانی، دوره ۱[۳۰]
- تغییرات آب و هوا، سیستم‌ها و سیاست‌های انسانی، دوره ۲[۳۱]
- تغییرات آب و هوا، سیستم‌ها و سیاست‌های انسانی، دوره ۳[۳۲]
- اقیانوسها وبوم سازگان آبی، دوره ۱[۳۳]
- اقیانوسها وبوم سازگان آبی، دوره ۲[۳۴]

۱۷ توسعه و علوم اقتصادی
- توسعه اجتماعی و اقتصادی، دوره ۱[۳۵]
- توسعه اجتماعی و اقتصادی، دوره ۲[۳۶]
- اقتصاد، دارایی و تجارت بین‌المللی، دوره ۱[۳۷]
- اقتصاد، دارایی و تجارت بین‌المللی، دوره ۲[۳۸]
- آشنایی با توسعه پایدار[۴۰]
- اصول توسعه پایدار، دوره ۱[۴۱]
- اصول توسعه پایدار، دوره ۲[۴۲]
- محیط و توسعه، دوره ۱[۴۳]
- محیط زیست و توسعه، دوره ۲[۴۴]
- اقتصاد صلح و امنیت[۴۵]

۱۸ منابع نهادی و زیرساختی
- حقوق و نهادهای بین‌المللی[۴۶]
- موضوعات نهادی درگیر اخلاق و عدالت، دوره ۱[۴۷]
- حاکمیت جهانی دموکراتیک[۴۸]
- مؤسسات ملی، منطقه ای و جهانی، زیرساخت‌ها و حکومتداری، دوره ۱[۴۹]
- موافقت نامه‌ها، معاهدات و پاسخ‌های دیگر به مسائل جهانی، دوره ۱[۵۰]
- موافقت نامه‌ها، معاهدات و پاسخ‌های دیگر به مسائل جهانی، دوره ۲[۵۱]

۱۹ منابع مدیریت فناوری، اطلاعات و سیستم‌ها
- سیاست علم و فناوری، دوره ۱[۵۲]
- سیاست علم و فناوری، دوره ۲[۵۳]
- جهانی سازی فناوری[۵۴]
- هوش مصنوعی[۵۵]
- علوم و مهندسی کامپیوتر[۵۶]

۲۰ کاربری اراضی، پوشش زمین و علوم خاک
- دوره ۱: پوشش زمین، کاربری اراضی و تغییر جهانی[۵۷]

۲۱ مطالعات منطقه ای (بررسی‌های توسعه پایدار منطقه ای)
- مطالعات منطقه ای (بررسی توسعه پایدار منطقه ای): برزیل[۵۸]
- مطالعات منطقه ای (بررسی توسعه پایدار منطقه ای): کانادا و ایالات متحده، دوره ۱[۵۹]
- مطالعات منطقه ای (بررسی توسعه پایدار منطقه ای): کانادا و ایالات متحده، دوره ۲[۶۰]
- مطالعات منطقه ای (بررسی توسعه پایدار منطقه ای): اروپا[۶۱]
- مطالعات منطقه ای (بررسی توسعه پایدار منطقه ای): ژاپن[۶۲]

## جسارتهای وابسته
- فهرست دانشنامه‌های اینترنتی